# Wartenberg (Bayern)
Wartenberg er en købstad (markt) i Landkreis Erding i Regierungsbezirk Oberbayern i den tyske delstat Bayern. Den er en del af Verwaltungsgemeinschaft Wartenberg. Wartenberg ligger mellem Erding og Moosburg ved østenden af Münchener Schotterebene.

## Geografi
Markt Wartenberg ligger ved overgangen mellem Erdinger Moos i vest til det skov- og bakkerige Holzland mod øst. Der er 22 km til Landshut , til Moosburg an der Isar 10 km, til Flughafen München 18 km, til Erding 15 km, til Dorfen 25 km og til delstatshovedstaden München omkring 52 km.